# Onchidiopsis corys
Onchidiopsis corys är en snäckart som beskrevs av William E. Balch 1910. Onchidiopsis corys ingår i släktet Onchidiopsis och familjen Lamellariidae. Inga underarter finns listade i Catalogue of Life.